# Resolutie 1766 Veiligheidsraad Verenigde Naties
Resolutie 1766 van de Veiligheidsraad van de Verenigde Naties werd op 23 juli 2007 unaniem door de VN-Veiligheidsraad aangenomen. De resolutie verlengde de waarnemingsgroep die schendingen van het wapenembargo tegen Somalië onderzocht met een half jaar.

## Achtergrond
In 1960 werden de voormalige kolonies Brits Somaliland en Italiaans Somaliland onafhankelijk en samengevoegd tot Somalië. In 1969 greep het leger de macht en werd Somalië een socialistisch-islamitisch land. In de jaren 1980 leidde het verzet tegen het totalitair geworden regime tot een burgeroorlog en in 1991 viel het centrale regime. Vanaf dan beheersten verschillende groeperingen elke een deel van het land en enkele delen scheurden zich ook af van Somalië. In 2006 werd het grootste deel van Somalië veroverd door de Unie van Islamitische Rechtbanken. Op het einde van dat jaar werden zij echter door troepen uit buurland Ethiopië verjaagd. In 2008 werd piraterij voor de kust een groot probleem.

## Inhoud

### Waarnemingen
De Veiligheidsraad herhaalde dat de overgangsinstellingen van Somalië moesten blijven werken aan het effectief besturen van hun grondgebied. Ook moesten de Somalische leiders de politieke dialoog blijven voortzetten.
Men veroordeelde verder de wapenstroom naar en in Somalië die het wapenembargo tegen dat land schond. Alle lidstaten, en vooral die in de regio van Somalië, moesten het embargo naleven en zorgen dat schenders verantwoordelijk werden gehouden. Het toezicht op het embargo bleef van belang en zou de toestand in Somalië verbeteren.

### Handelingen
De Veiligheidsraad was van plan op basis van het rapport van de waarnemingsgroep die de schendingen van het wapenembargo tegen Somalië onderzocht acties te ondernemen om de uitvoering van dat embargo te verbeteren.
De secretaris-generaal werd gevraagd deze waarnemingsgroep opnieuw voor een periode van zes maanden op te richten en de in resolutie 1587 uitgezette taken voort te zetten.
Ten slotte werd de waarnemingsgroep gevraagd nog manieren aan te bevelen waarop de Veiligheidsraad de uitvoering en naleving van het wapenembargo kon verbeteren.

## Verwante resoluties
- Resolutie 1725 Veiligheidsraad Verenigde Naties (2006)
- Resolutie 1744 Veiligheidsraad Verenigde Naties
- Resolutie 1772 Veiligheidsraad Verenigde Naties
- Resolutie 1801 Veiligheidsraad Verenigde Naties (2008)

Lijst ·  1739 ·  1740 ·  1741 ·  1742 ·  1743 ·  1744 ·  1745 ·  1746 ·  1747 ·  1748 ·  1749 ·  1750 ·  1751 ·  1752 ·  1753 ·  1754 ·  1755 ·  1756 ·  1757 ·  1758 ·  1759 ·  1760 ·  1761 ·  1762 ·  1763 ·  1764 ·  1765 ·  1766 ·  1767 ·  1768 ·  1769 ·  1770 ·  1771 ·  1772 ·  1773 ·  1774 ·  1775 ·  1776 ·  1777 ·  1778 ·  1779 ·  1780 ·  1781 ·  1782 ·  1783 ·  1784 ·  1785 ·  1786 ·  1787 ·  1788 ·  1789 ·  1790 ·  1791 ·  1792 ·  1793 ·  1794